# Национальная иммунобиологическая компания
АО «Национальная иммунобиологическая компания» (сокращенно — Нацимбио) — российский фармацевтический холдинг, созданный для обеспечения независимости России от импорта в системе здравоохранения и лекарственного обеспечения за счет развития собственных компетенций и объединения российских разработчиков и производителей иммунобиологических лекарственных средств. Компания была учреждена 28 ноября 2013 года Государственной корпорацией «Ростех». 

## Структура холдинга
В состав холдинга входят:
- НПО «Микроген»
- биофармацевтическая компания «ФОРТ»

## Деятельность
«Национальная иммунобиологическая компания» объединяет производственные площадки, центры исследований и разработок. Холдинг производит важнейшие лекарственные биологические лекарственные препараты, ведёт разработку инновационных лекарственных средств, занимается модернизацией входящих в структуру компании производственных площадок.
С марта 2019 года «Нацимбио» управляет НПО «Микроген» в качестве единоличного исполнительного органа и владеет 100% акций предприятия.
В декабре 2020 года холдинг «Нацимбио» увеличил долю в биофармацевтической компании «ФОРТ» до 100%, став единственным владельцем актива.

#### Единственный поставщик
Распоряжением Правительства РФ от 17 июня 2015 года № 1125-р «Национальная иммунобиологическая компания» с 2015 по 2017 год определена единственным поставщиком отечественных иммунобиологических лекарственных препаратов, закупка которых осуществляется Минздравом России в целях проведения профилактических прививок, включенных в национальный календарь профилактических прививок (НКПП). 23 апреля 2018 года распоряжением Правительства Российской Федерации № 744-р статус единственного поставщика иммунобиологических лекарственных препаратов, применяемых для проведения прививок, включенных в НКПП был продлен на 2018-2019 годы. 14 мая 2020 года правительство России снова определило холдинг «Нацимбио» единственным исполнителем осуществляемых Минздравом России в 2020-2021 годах закупок иммунобиологических лекарственных препаратов, производство которых осуществляется на всех стадиях технологического процесса на территории Российской Федерации.
С 2016 по 2019 годы холдинг «Нацимбио» поставлял в статусе единственного поставщика препараты крови Минздраву, Минобороны, МЧС, МВД и другим ведомствам.
С марта 2021 года «Нацимбио» также осуществляет поставки вакцин для массовой вакцинации населения от COVID-19.

#### Продуктовый портфель
Предприятия холдинга производят более 250 лекарственных препаратов, среди которых 22 профилактические вакцины от инфекционных заболеваний, 14 бактериофагов, 9 препаратов из плазмы крови человека.
В 2019 году предприятия холдинга зарегистрировали 3 новых вакцины собственной разработки - пентавакцину аАКДС-ГепB +Hib, четырехвалентную вакцину против гриппа «Ультрикс Квадри», а также вакцину для профилактики кори, краснухи и паротита «Вактривир».
В 2021 году холдинг «Нацимбио» зарегистрировал и запустил в производство препарат «КОВИД-глобулин» для лечения COVID-19. Препарат создан на основе плазмы крови переболевших коронавирусной инфекцией, содержащей антитела к вирусу SARS-CoV-2. В декабре 2022 года компания объявила о регистрации первого российского иммуноглобулина человека нормального в концентрации 10% под торговым наименованием "БиоГам".